# 瀨上站
瀨上站（日语：／ Senoue eki */?）是位於福島縣福島市瀨上町字櫻町，阿武隈急行的阿武隈急行線車站。

## 歷史
- 1988年（昭和63年）7月1日 - 車站啟用。

## 車站構造

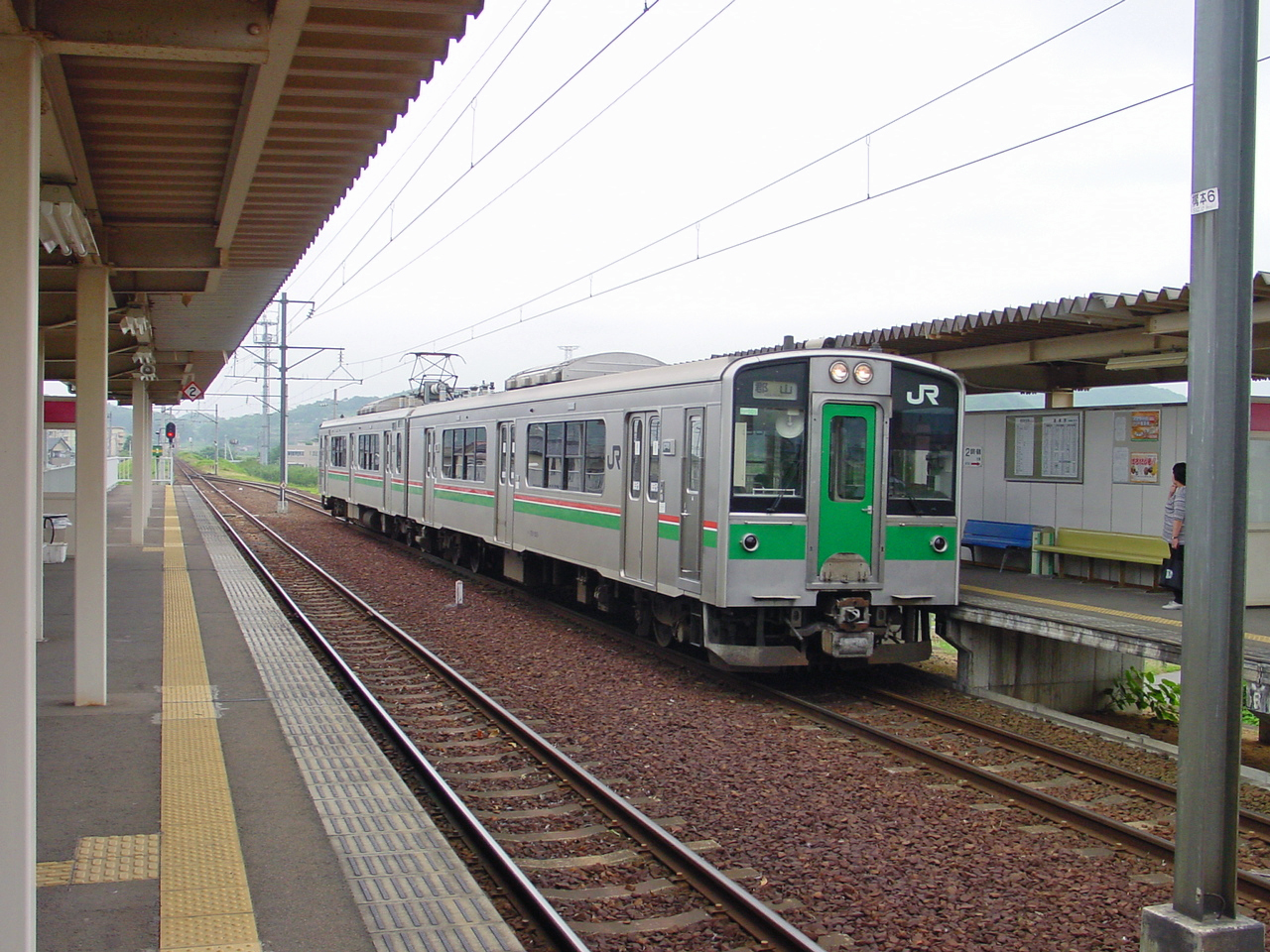
車站月台

此站是地面車站，設有2面2線的相對式月台。月台上沒有站內平交道和跨線橋，如需要前往對面月台，而要離開車站，於路軌下方通過後，在另一方進入另一座月台。
在建設丸森線時候，由於預計設有長編成的貨物列車進行列車交會，因此現時此站設有安全側線用地。

## 使用狀況
在2016年度的1日平均乘車人次為162人。以下為近年乘車人次變化：
| 乘車人員變化 | 乘車人員變化     |
| 年度         | 1日平均 乘車人次 |
| ------------ | ---------------- |
| 2000         | 192              |
| 2001         | 178              |
| 2002         | 173              |
| 2003         | 156              |
| 2004         | 156              |
| 2005         | 156              |
| 2006         | 156              |
| 2007         | 156              |
| 2008         | 151              |
| 2009         | 156              |
| 2010         | 148              |
| 2011         | 137              |
| 2012         | 156              |
| 2013         | 170              |
| 2014         | 173              |
| 2015         | 169              |
| 2016         | 162              |

## 車站周邊
附近設有住宅區和工業團地。車站北邊為住宅區，南邊為工業團地和蘋果田。
- 阿武隈川
- 青柳神社
- 國道4號

## 相鄰車站
阿武隈急行
■阿武隈急行線
福島學院前－瀨上－向瀨上

## 注腳
1. ↑  .   [2021-01-18]. （原始内容存档于2018-06-08）.